# 三会県
三会県（さんかい-けん）は中華人民共和国山西省にかつて存在した県。現在の忻州市北西部に相当する。
南北朝時代、北魏により設置された。446年（太平真君7年）に廃止された。